# Sa’id Hawwa
Saʿid Hawwa (arabisch سعيد حوّى, DMG Saʿīd Ḥauwā; * 1935 in Hama, Syrien; † 1989 in Amman, Jordanien) war ein führendes Mitglied und prominenter Ideologe der syrischen Muslimbrüder. Er war einer der frühesten Vertreter des radikalen Dschihadismus.

## Biografie
Sa’id Hawwa wuchs in der syrischen Stadt Hama in ʿAliliyat auf, dem größten und einem der ärmsten Stadtviertel. Nach dem Tod seiner Mutter, die er als Einjähriger verlor, und da sein Vater Muhammad Dib Hawwa die Stadt verlassen musste, um einer Blutrache zu entfliehen, lebte Said in dieser Zeit bei seiner Großmutter. Als sein Vater nach sechs Jahren zurückkehrte, errichtete er auf dem Stadtmarkt einen Gemüsestand, in dem der Junge aushelfen musste, wobei der Vater jedoch gleichzeitig dafür Sorge trug, dass Said Bücher las und die Rezitation des Korans erlernte. Muhammad Dib war zudem Aktivmitglied in der sozialistischen Bewegung von Akram al-Haurani und vertrat das Viertel ʿAliliyat gegenüber den Großgrundbesitzern der Stadt. Said war in dieser Zeit zu jung, um aus erster Hand die politische Tätigkeit Hauranis nachvollziehen zu können, erhielt jedoch dessen politische Anschauungen über seinen Vater vermittelt. Obwohl Hawwa eine völlig andere ideologische Laufbahn als der Sozialist Haurani einschlug, übernahm er von ihm die Methodik der Organisation und die erforderlichen Strategien, um die Massen zur Verwirklichung der politischen Ziele zu führen.
Nach dreijähriger Tätigkeit auf dem Markt verbesserte sich die wirtschaftliche Situation der Familie. Sa’id Hawwa konnte zunächst eine Abendschule besuchen, die einem Zweig der Salafiya angehörte. Er wechselte dann an die größte Mittelschule der Stadt, wo Muhammad al-Hamid (1910–1969) sein Lehrer wurde und seine religiösen Anschauungen prägte. Al-Hamid hatte an der Fakultät für Scharia der al-Azhar Universität in Kairo studiert und wurde in dieser Zeit von Hasan al-Bannā, dem Gründer der Muslimbrüder in Ägypten, beeinflusst. Nach seiner Rückkehr nach Hama wirkte er dort als Kadi und Prediger. Zudem gründete er seinerseits einen Zweig der Muslimbruderschaft und wurde Scheich des örtlichen Nakschibendi-Ordens, während andere Salafisten im damaligen Syrien sich der Lebensweise des Sufismus widersetzten.
1953 trat Hawwa unter Anleitung seines Lehrers al-Hamid der Muslimbruderschaft bei und erwies sich dort bald als begabter Rhetoriker und Organisator. Er gehörte zu den Gründern einer bewaffneten Organisation, die sich gegen verschiedene linke Gruppierungen im damaligen Syrien richtete.
1955 verließ Hawwa erstmals seine Geburtsstadt und immatrikulierte sich an der Universität Damaskus, wo er von Mustafā as-Sibāʿī, dem damaligen Dekan der Fakultät für Scharia, beeinflusst wurde. Nach Abschluss seines Studiums 1961 wurde Hawwa Religionslehrer im Gouvernement al-Hasaka und in Salamiyya. Nach dem unterdrückten Aufstand von 1964 in Hama musste sich die syrische Muslimbruderschaft neu organisieren. Hawwa wurde zu ihrem führenden Ideologen und begab sich 1966 nach Saudi-Arabien, wo er bis 1971 lebte und seine ersten Bücher schrieb.
Hawwa propagierte die Idee, dass die muslimische Gesellschaft durch den Einfluss von Andersgläubigen vom Glauben abgefallen sei und forderte eine radikale Abwendung vom gesellschaftlichen Leben zu Gunsten eines streng islamischen Verhaltenskodex. Er erklärte Musik, Konsum säkularer Medien oder das Studium säkularer Philosophie- oder Ethikwerke als nicht mit dem Islam vereinbar. Darüber hinaus rief er zum bewaffneten Kampf als Dschihad gegen Baathisten, Säkularisten, Nationalisten, Kommunisten, Schiiten, Sufis und Liberale auf.
Nachdem Hafiz al-Assad durch die Korrekturbewegung 1970 an die Macht gekommen war, kehrte Hawwa nach Syrien zurück. 1973 leitete er eine Kampagne gegen die von Assad angestrebte Verfassung und verbrachte die nächsten fünf Jahre in einem Militärgefängnis in Damaskus, wo er eine elfbändige Koranexegese und einige Bücher über Sufismus schrieb. Nach seiner Entlassung 1978 vollzog er die ʿUmra und ging anschließend nach Jordanien, wo er den Rest seines Lebens verbrachte. Von seinem Exil aus beteiligte er sich am Aufstand der Muslimbrüder in Syrien in seiner abschließenden Phase. Er litt an verschiedenen Krankheiten, darunter Zuckerkrankheit, und starb in Amman im März 1989.